# Кирюшкин, Олег Борисович
Олег Борисович Кирюшкин (род. 1948) — советский мим и танцор, участник дуэта Кирюшкиных (вместе со своей женой Натальей).

## Биография
Родился 24 января 1948 года в Москве.
В 1970 году в ВТМЭИ встретился с Натальей Шестаковой (впоследствии Кирюшкиной, род. 1951), куда она, как танцовщица, была направлена с группой якутов. Олег Кирюшкин пришел из любительской студии пантомимы (рук. А. Бойко).
Решение объединить пантомиму с танцем нашло воплощение в номере «Юность» (реж. Бойко, 1972). В 1973 году был подготовлен номер «Встреча» (другое название — «Девушка, хулиган и шарик») на мелодию песни «Little Man» Сонни Боно в исполнении оркестра Джеймса Ласта, сочетавший пантомиму, танец и жонглирование воздушными шариками.
С 1978 года дуэт работал в Хореографической мастерской Москонцерта. В 1980 году они показали сольную программу «Вечер танца и пантомимы» (балетмейстеры В. Манохин и Э. Виноградова, режиссёр Бойко), где участвовала младшая сестра Натальи Кирюшкиной, выпускница Ленинградского института культуры — Елена Шестакова.
К концу 1980-х годов Кирюшкины расстались. Впоследствии выступали за рубежом с другими партнёрами.
В 1980 году Кирюшкин окончил ГИТИС.
В настоящее время работает реставратором. Преподает пантомиму.

## Награды
- Кирюшкины стали лауреатами Х Всемирного фестиваля молодежи и студентов в Берлине (1973), а номер «Встреча» поставленный Бойко, отмечен 1-й премией на V Всероссийском Конкурсе артистов эстрады (1974).Заслуженные артисты Якутии (1975).